# Johannes Olai Gevaliensis
Johannes Olai Gevaliensis, född i Gävle, död 1598, var en svensk professor.
Johannes Bureus listar Johannes Olai som son till Gävleborgaren Olof Larsson och hustrun Malin Olofsdotter, syster till biskopen Martinus Olai Gestricius, och hävdar att han tillhörde Bureätten. I så fall var han kusin till Olaus Martini. Johan Eenberg känner inte till något sådant släktskap. 
Johannes Olai är inte mycket omskriven. Han utsågs till professor i logik och metafysik år 1596 samtidigt som en annan Gävlefödd, Johannes Petri Gevaliensis, blev professor. Två svenska studenter med dessa förnamn och patronymikon inskrevs samma år, 1580, vid universitetet i Rostock. En Johannes Olai Gevaliensis inskrivs året därefter vid universitetet i Greifswald och kan vara densamme som under namnet J. Vlai Gestricius Suecus inskrivs vid universitetet i Wittenberg 1583. Johannes Olai var bara professor i två år innan han avled.